# Lager Pfaffenwald

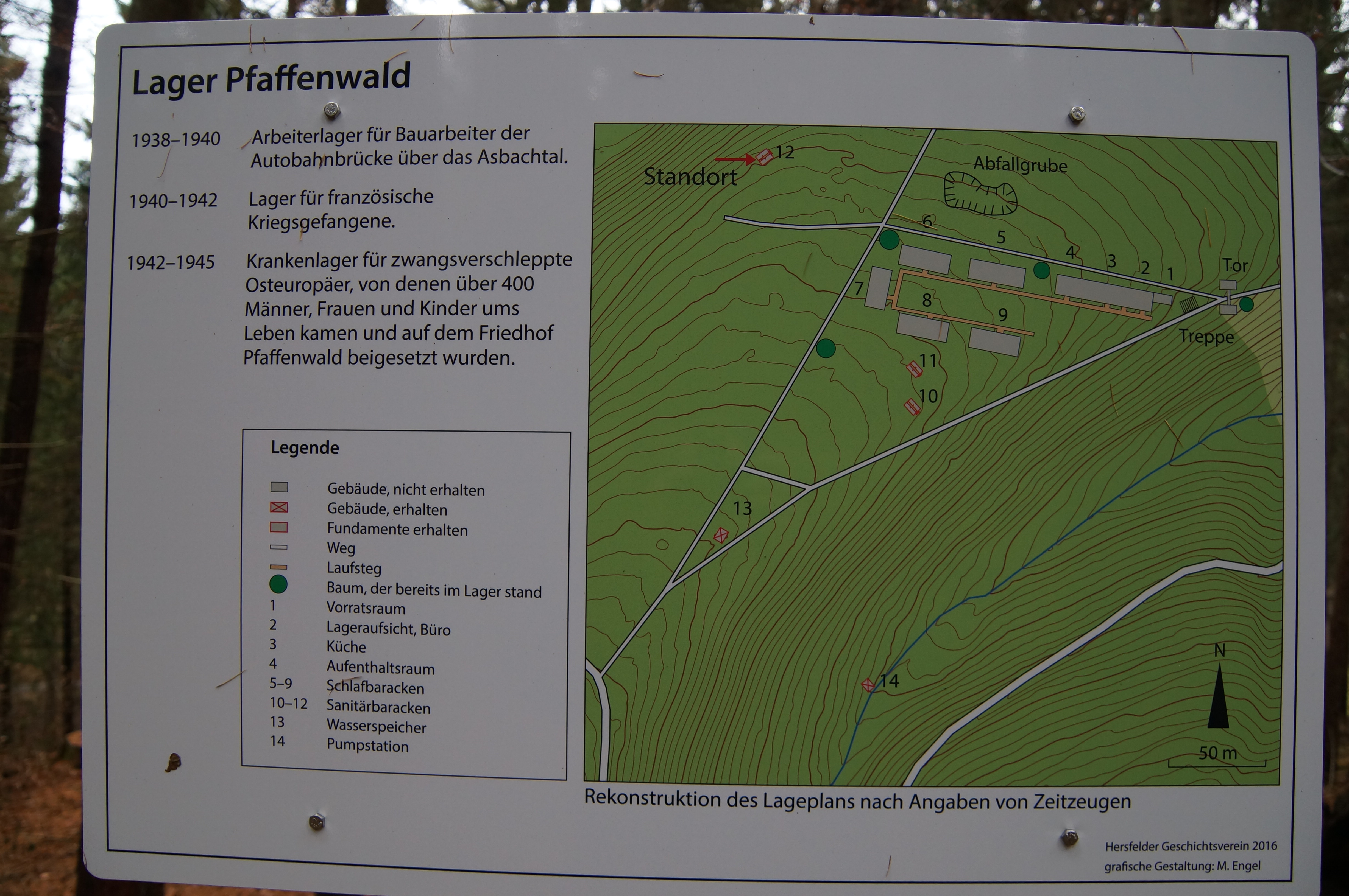
Lagerplan

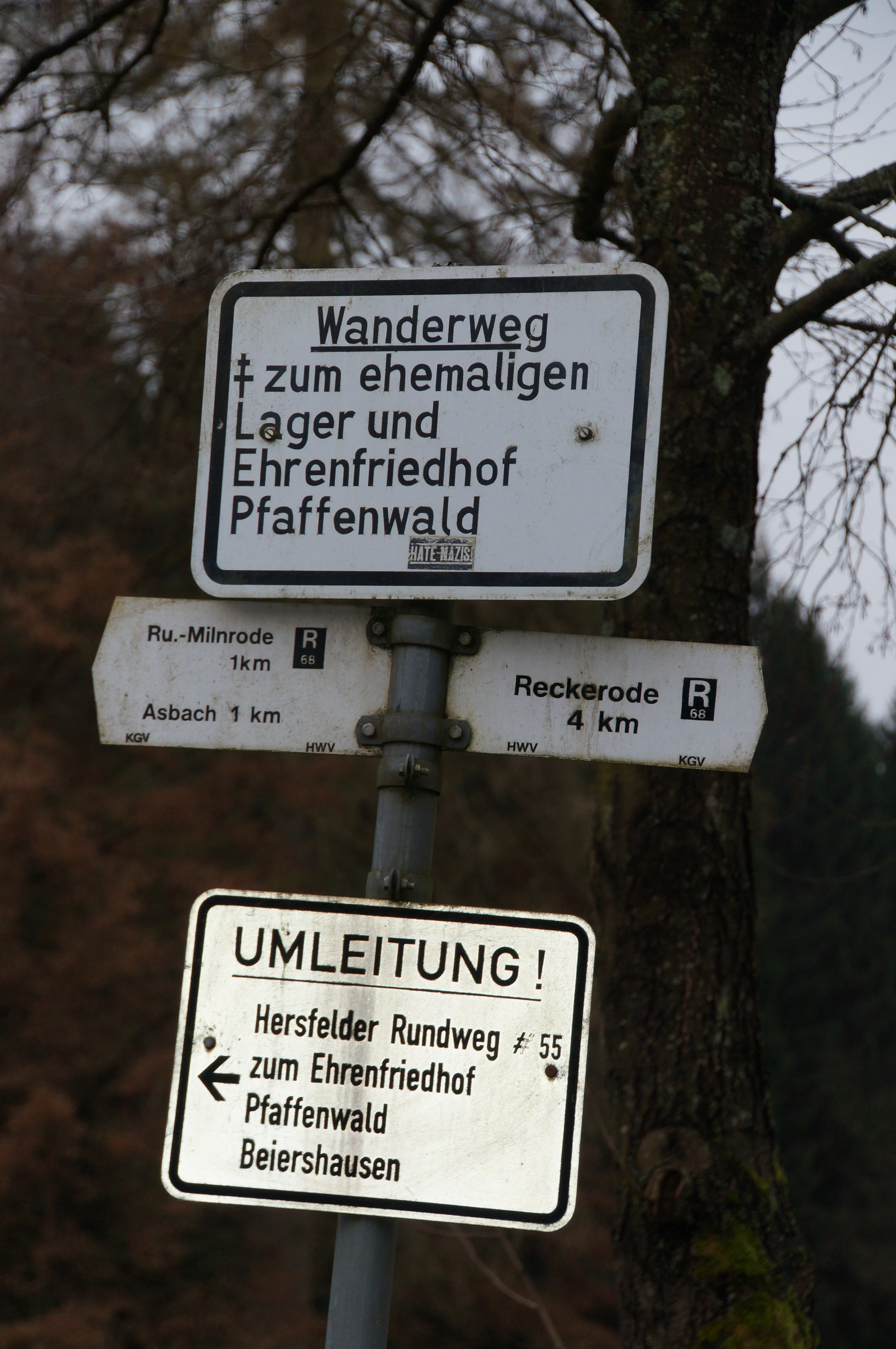
Wegweiser

Das Lager Pfaffenwald war ein 1938 für den Bau der Asbachtalbrücke als „Reichsautobahnlager“ (RAB-Lager) eingerichtetes Zwangsarbeitslager im Asbachtal westlich von Beiershausen, einem südwestlichen Stadtteil von Bad Hersfeld im nordhessischen Kreis Hersfeld-Rotenburg. Von 1942 bis zum Frühjahr 1945 wurde es dann als Durchgangs-, Sterbe-, Geburten- und Abtreibungslager für ausländische Zwangsarbeiter und Zwangsarbeiterinnen genutzt.

## Lage
Das Lager befand sich in der Gemarkung von Beiershausen im Waldgebiet Pfaffenwald nördlich oberhalb des Heimersbaches, einem Nebenfluss des Asbachs, und südlich der Asbachtalbrücke der heutigen Bundesautobahn 4 zwischen Kirchheim und Bad Hersfeld. Von der asphaltierten Waldstraße zwischen Asbach und Kirchheim, etwa zwei Kilometer von Asbach entfernt, im sogenannten „Asbachgrund“, führt nach Überqueren des Heimersbachs, gegenüber der Burgruine Milnrode, ein Feldweg links ab in das Tal des Heimersbachs. Nach etwa hundert Metern teilt sich der Weg: der linke Zweig geht weiter in das Heimersbachtal, der rechte steigt hinauf in den Wald und erreicht nach etwa 200 m ein höher gelegenes, von drei sich kreuzenden Waldwegen begrenztes und mit Büschen und Bäumen bestandenes Plateau. Dort befinden sich als einzig sichtbare Reste des ehemaligen Lagers drei Betonfundamente von jeweils 4 × 6 m Größe, auf denen einst sanitäre Anlagen standen.

## Geschichte

### Reichsautobahnlager

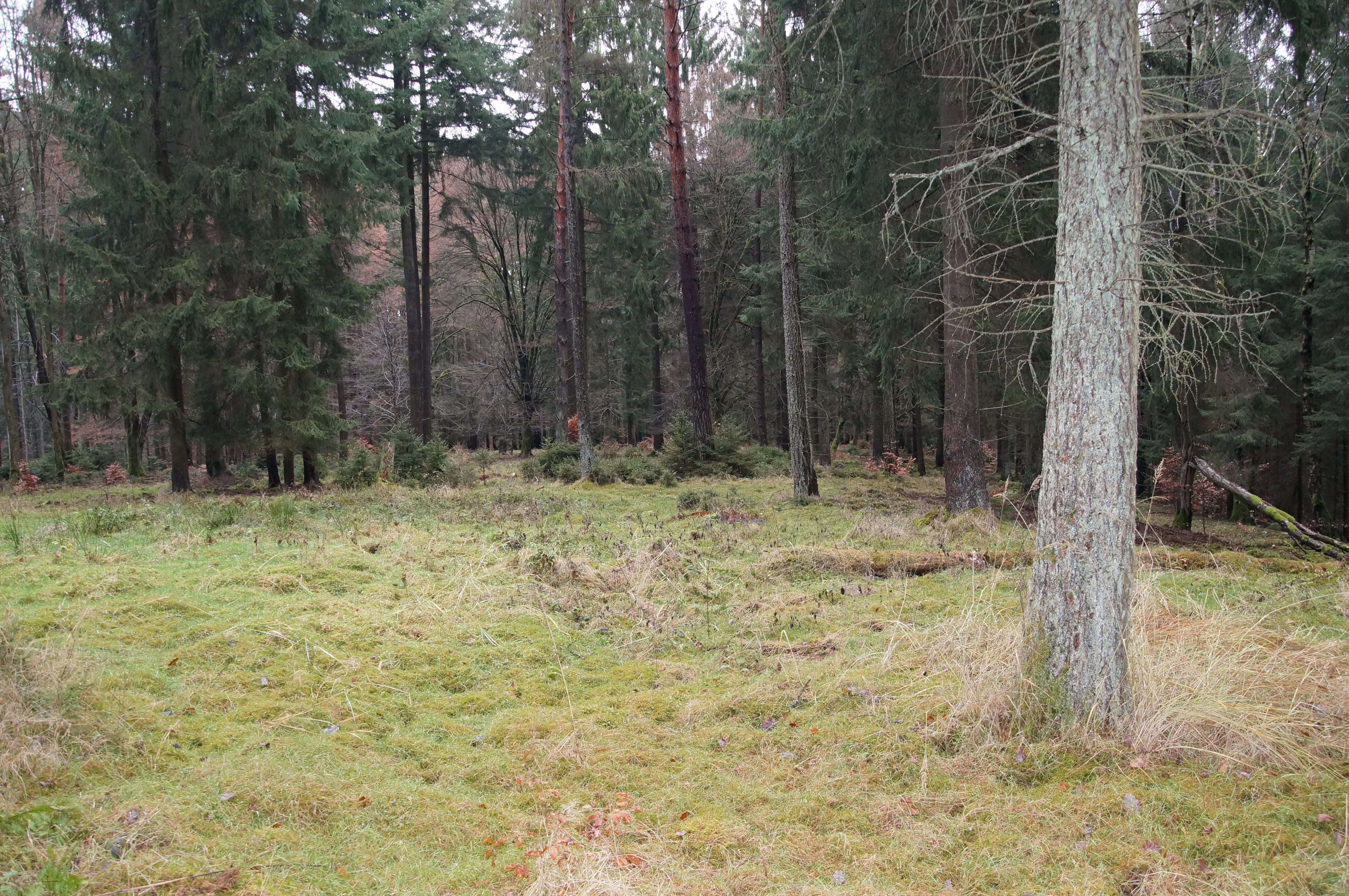
Standort der ehemaligen Lager-Baracken

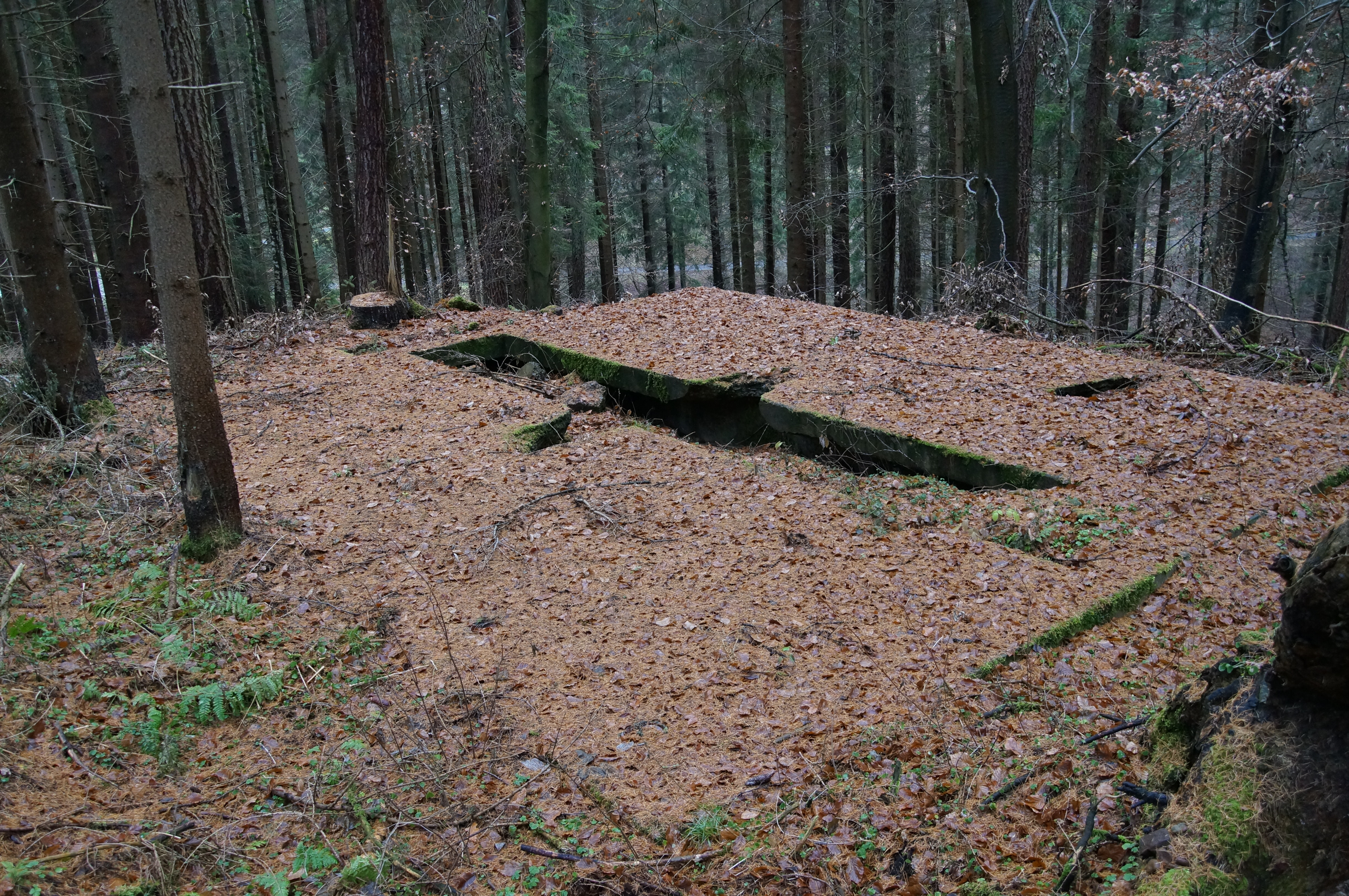
Fundament einer Sanitärbaracke

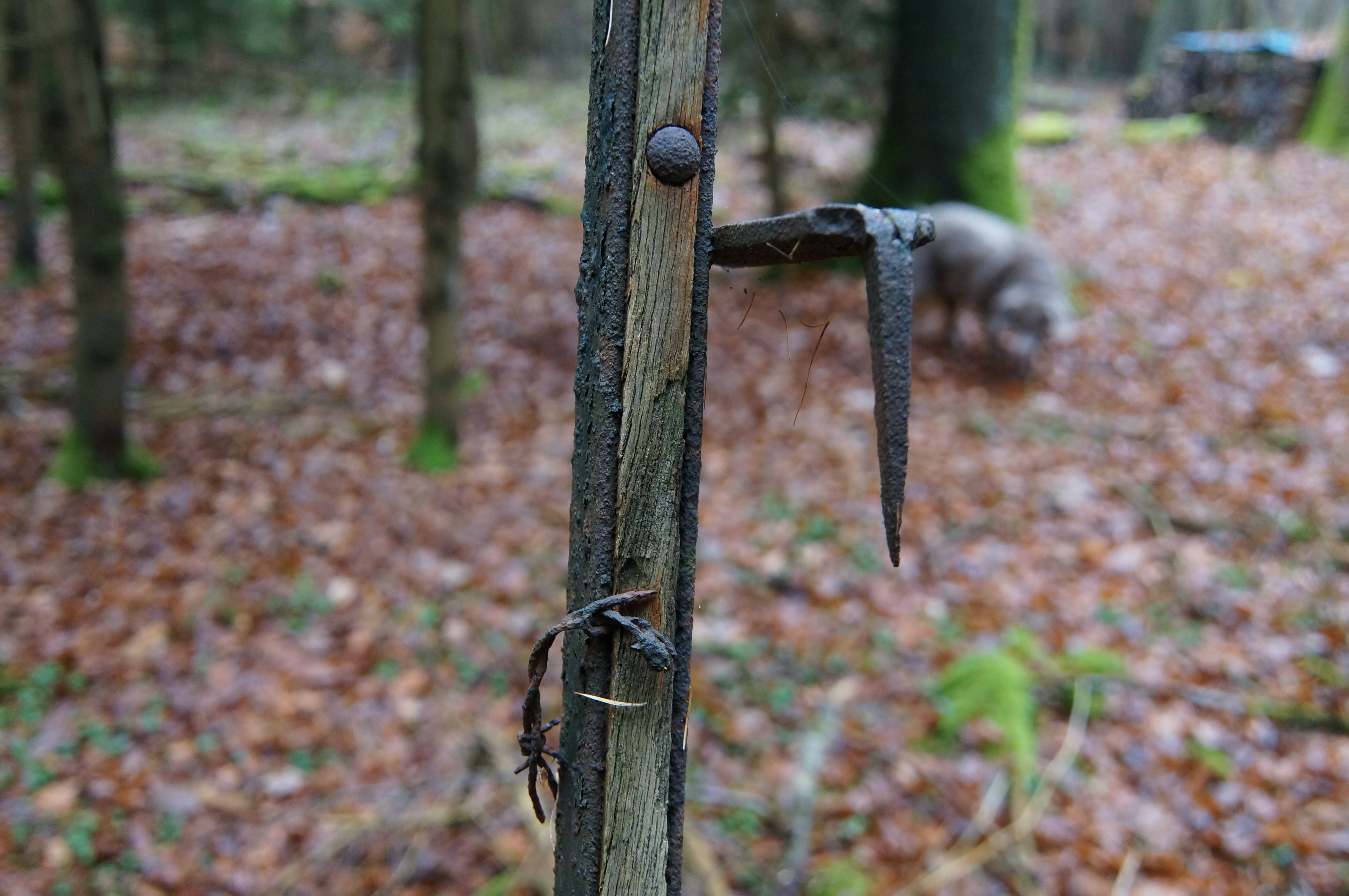
Reste der Einzäunung?

Das RAB-Lager Pfaffenwald war eines von sechs in der Nähe von Bad Hersfeld im Auftrag der Reichsautobahndirektion Kassel eingerichteten RAB-Lagern für beim Autobahnbau eingesetzte zwangsverpflichtete Arbeiter. Es wurde im Sommer 1938 auf einem Plateau über dem Heimersbachtal etwa 2,5 km westlich von Beiershausen mit fabrikneu angelieferten Holzbaracken eingerichtet und war für etwa 400 Arbeiter konzipiert. Eine mit Basaltsteinen befestigte Straße führte vom Asbachgrund zum Lager. Die Arbeiter waren in fünf Schlafbaracken untergebracht. Für jeden Arbeiter gab es ein Pritschenbett mit Strohsack und Wolldecke, einen verschließbaren Spind, einen Hocker und Essgeschirr. Die Baracken wurden mit Öfen beheizt; das Brennholz mussten sich die Arbeiter aus dem Wald beschaffen. Eine sechste, größere Baracke mit der Lagerküche und mit Holzbänken, Tischen und einer Bühne am Ende war Speisesaal und Versammlungsraum; dort fanden „Bunte Abende“ statt. In einem Vorbau dieser Baracke befanden sich das Büro der Lageraufsicht und ein Vorratsraum. Das Lager hatte Anschluss an Strom-, Wasser- und Telefonleitungen. Toiletten und Waschräume befanden sich in drei kleineren Baracken auf Betonfundamenten oberhalb der Wohnbaracken.
Die im Lager untergebrachten Arbeiter wurden von der Hersfelder Baufirma Bolender beim Bau der Asbachtalbrücke beschäftigt. Die Firma hatte das Wohnlager gemietet und stellte auch eigene Baracken auf, und sie war für Lageraufsicht, Verwaltung, Unterkunft und Verpflegung sowie die Bezahlung der Arbeiter und des Lagerpersonals verantwortlich. Die Arbeiter waren zunächst zwangsverpflichtete Arbeitslose aus dem Raum Hersfeld sowie aus dem Vogelsberg und den strukturschwachen Gegenden Neuhof und Schlüchtern. Anfang September 1938 kamen Arbeiter aus Österreich und dem Sudetenland und ab März 1939 zwangsverpflichtete Tschechen hinzu. Auch eine Gruppe von Facharbeitern aus Bayern, die zuvor zum Bau der Queralpenstraße verpflichtet worden waren, kam im Frühjahr 1939 ins Asbachtal. Nachdem der größte Teil der deutschen Arbeiter nach Kriegsbeginn abgezogen worden war, wurde der dadurch entstandene Mangel an Arbeitskräften im Winter 1939 durch polnische Zwangsarbeiter ausgeglichen. Nach dem Beginn des Westfeldzugs kamen 50–100 französische Kriegsgefangene aus dem Stammlager IX A („Stalag IX A“) in Trutzhain bei Ziegenhain ins Lager Pfaffenwald, wo sie – im Gegensatz zu allen anderen Arbeitern – in einer mit Stacheldraht umzäunten Baracke untergebracht und auch während der Bauarbeiten von Landesschützen bewacht wurden.
Als ab Juni 1941 die Brückenbauarbeiten allmählich zum Abschluss kamen, wurden die Arbeiter schrittweise abgezogen. Die polnischen Zwangsarbeiter blieben noch bis Februar 1942, die kriegsgefangenen Franzosen bis März 1942. Einige der Baracken wurden vermutlich abgebaut und zum Lager Waldschänke im Zellersgrund, Bad Hersfeld, gebracht, wo in der Hersfelder Rüstungsindustrie beschäftigte Zwangsarbeiter untergebracht waren.

### Durchgangs-, Kranken- und Sterbelager
Im Juni 1942, wenige Monate nach der Auflösung des Reichsautobahnlagers, erhielt das Lager Pfaffenwald eine neue Funktion als Einrichtung des Gauarbeitsamtes Kurhessen in Kassel und des Gauarbeitsamtes Rhein-Main in Frankfurt. Das Arbeitsamt Hersfeld übernahm die Lagerleitung. Das Lager diente nun als sogenanntes Durchgangslager, aber auch als Kranken- bzw. Sterbelager. Zwangsarbeiterinnen und Zwangsarbeiter aus Polen und der Sowjetunion wurden von hier oder vom Durchgangslager Kelsterbach an ihre Einsatzorte verteilt; einige wurden auch bei Bauern der Umgebung eingesetzt. Wer nicht arbeitsfähig oder schwanger war, kam in das „Krankenlager“ Pfaffenwald, wo nur die rudimentärste Krankenversorgung möglich war. Das Lager war somit auch ein „Sterbelager“, insbesondere im Fall von Tbc-Kranken; wenn sie nicht im Pfaffenwald starben, wurden sie – wie auch als „geisteskrank“ bezeichnete Lagerinsassen – in die Tötungsanstalt Hadamar transportiert und dort ermordet.

### Geburten- und Abtreibungslager
Im September 1942 wurde im Lager eine „Entbindungsstation“ für schwangere Zwangsarbeiterinnen eingerichtet, offiziell als „Hilfskrankenhaus“ bezeichnet, bestehend allerdings lediglich aus einer keinesfalls für medizinische Eingriffe geeigneten noch ausgestatteten Baracke. In diesem zentralen Geburten- und Abtreibungslager für die Gauarbeitsämter Kurhessen und Rhein-Main wurden Entbindungen sowie Zwangsabtreibungen sogar noch bis in den 6. Monat hinein durchgeführt. Von September 1942 bis März 1945 wurden 750 Geburten von sowjetischen und polnischen Kindern sowie der Tod von 52 Säuglingen und ihrer Mütter standesamtlich registriert. Die tatsächliche Anzahl der Geburten ist jedoch ungewiss, ebenso wie die Zahl vorgenommenen Schwangerschaftsunterbrechungen, die Zahl der Frauen, die diese Eingriffe nicht überlebten, und die Zahl der bald nach ihrer Geburt gestorbenen Säuglinge. Es ist aber anzunehmen, dass die Anzahl der Abtreibungen wesentlich höher lag als die der Geburten, und eine hohe Sterblichkeitsrate für Säuglinge ist nachgewiesen.

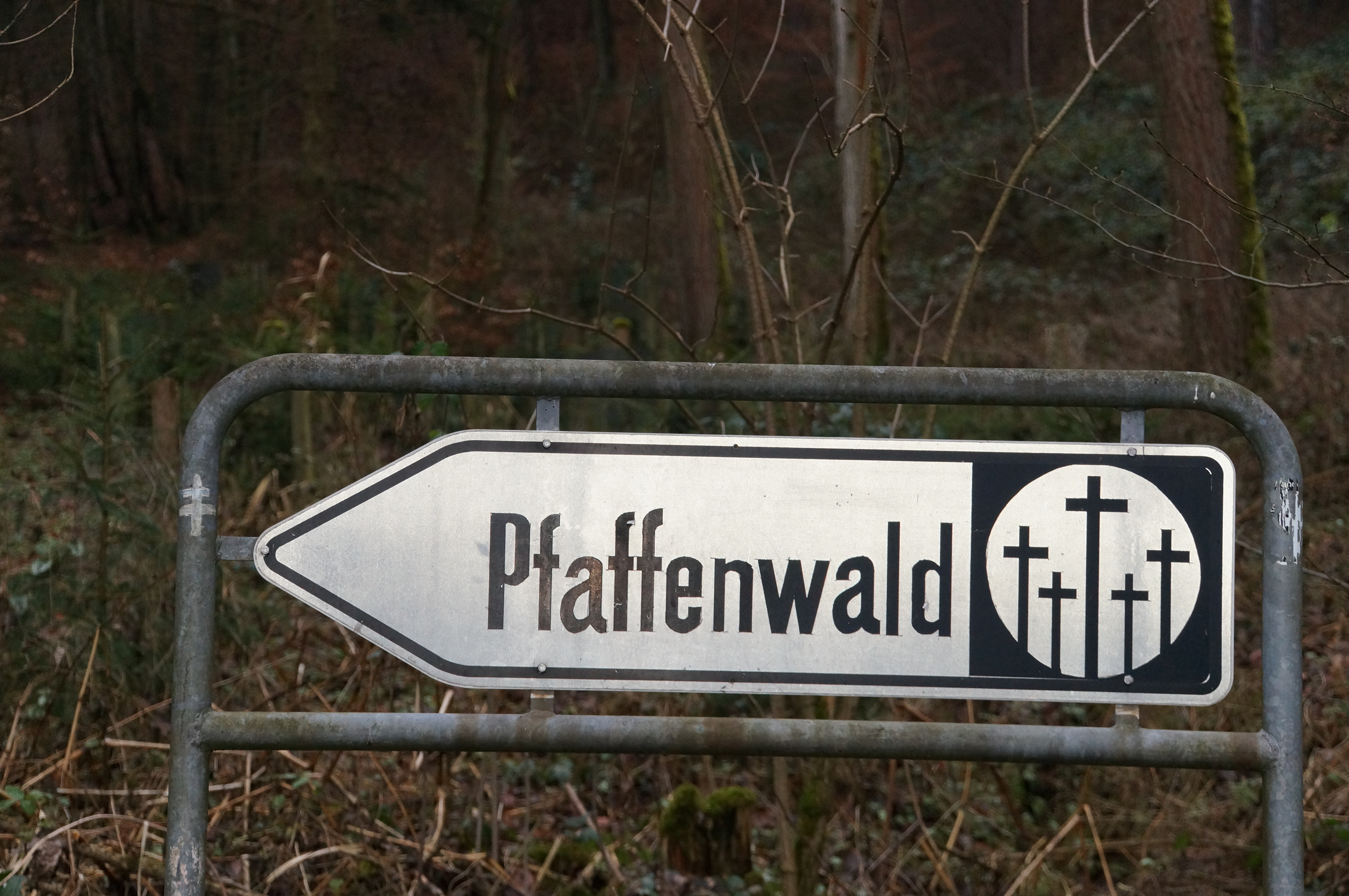
Wegweiser zum Ehrenfriedhof Pfaffenwald

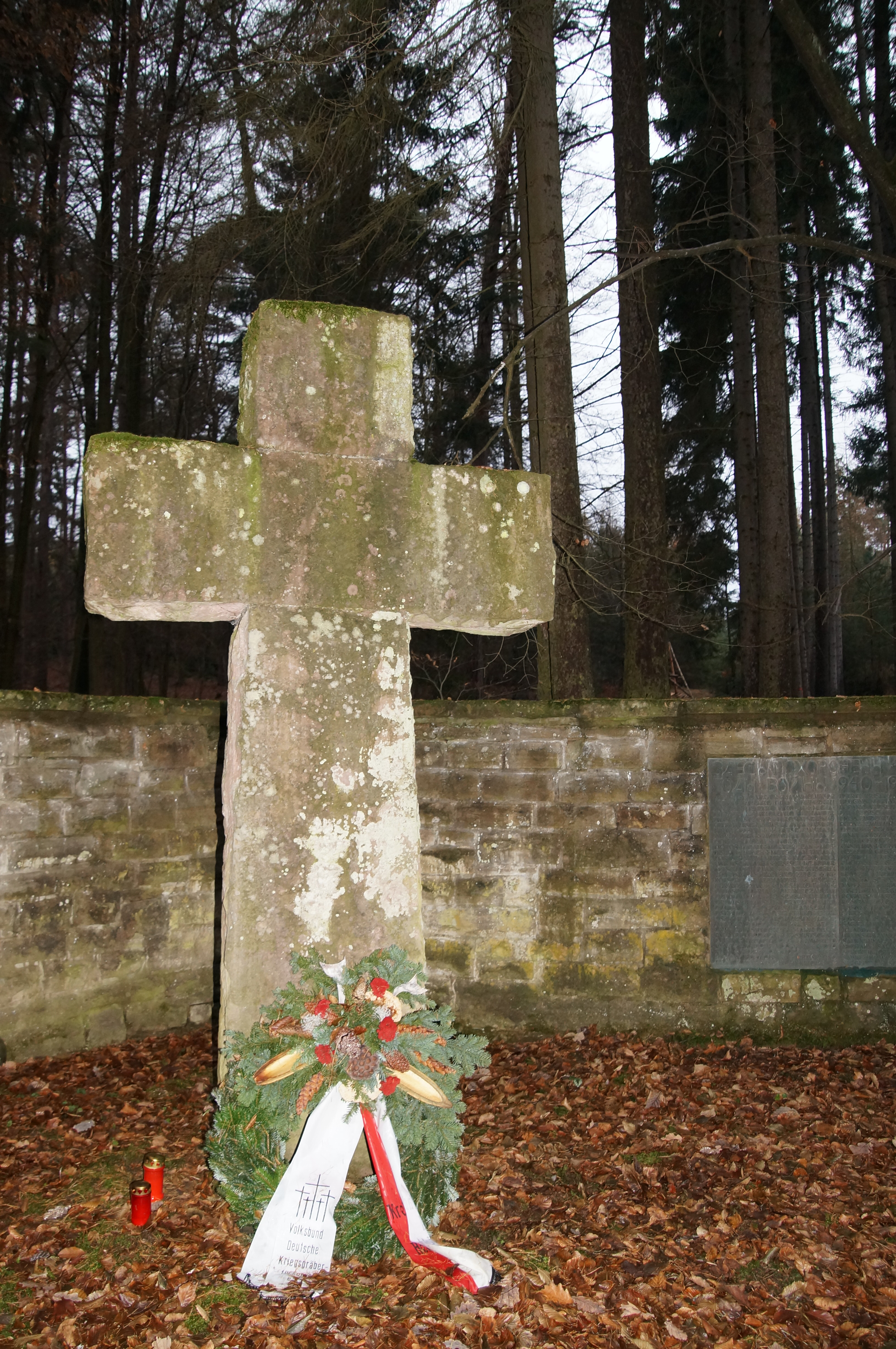
Gedenkkreuz im Friedhof

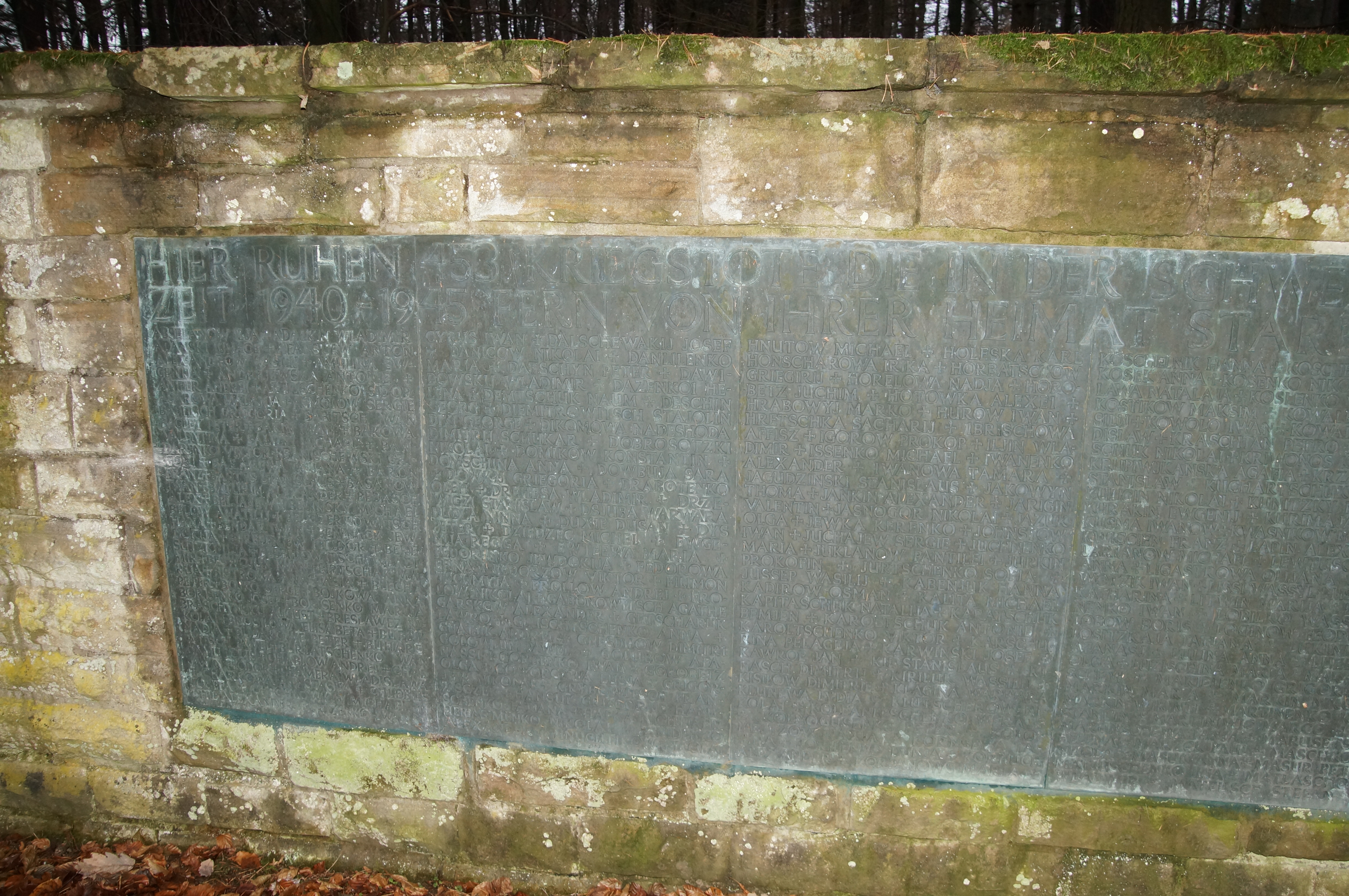
Gedenktafel am Friedhof

### Ende
Das Lager wurde Ende März 1945 aufgelöst, als die US Army den Raum Hersfeld eroberte. Es scheint dann teilweise von der US Army niedergebrannt worden und teilweise einfach verfallen zu sein.

## Waldfriedhof Pfaffenwald
Die im Lager Verstorbenen wurden von den Lagerinsassen selbst auf einem provisorischen Friedhof im Interessentenwald in den Rothäckern bestattet. 1958/59 legten dann Soldaten der Bundeswehr einen Waldfriedhof (⊙) an, der 1960/61 von der Hessischen Landesregierung und dem Volksbund Deutsche Kriegsgräberfürsorge vollendet und am 14. Mai 1961 der Öffentlichkeit zugänglich gemacht wurde.